# DLR Group
DLR Group er en amerikansk arkitektur-, design- og planlægningsvirksomhed med hovedkvarter i Omaha, Nebraska.
DLR Group er navngivet efter arkitekterne Irving Dana, Bill Larson og ingeniør Jim Roubal. Virksomheden blev etableret 1. april 1966 i Omaha som Dana Larson Roubal and Associates.